# 格奈克森多夫
格奈克森多夫（德語：Gneixendorf）是下奧地利州克雷姆斯附近的一個村莊，這裡曾是二戰時期史達格17號戰俘營的所在地，也是比利·懷德電影《戰地軍魂》的故事背景。
根據2009年出版的《格奈克森多夫編年史》詳細記載，該地區歷史涵蓋石器時代遺跡、基督教修會定居與統治時期的文藝復興風格建築，以及1820至1935年間貝多芬家族與施韋策家族的莊園歷史。二戰期間（1940-1945年），此地設立了第十七B戰俘營。格奈克森多夫自1968年起併入克雷姆斯市。
著名作曲家路德維希·范·貝多芬曾於1826年9月至12月間在此居住，當時他應弟弟約翰之邀作客於瓦瑟霍夫城堡。